# (34830) Annaquinlan
(34830) Annaquinlan es un asteroide perteneciente al cinturón de asteroides, descubierto el 19 de septiembre de 2001 por el equipo del Lincoln Near-Earth Asteroid Research desde el Laboratorio Lincoln, Socorro, Nuevo México.

## Designación y nombre
Designado provisionalmente como  2001 SQ227. Fue nombrado por Anna Quinlan (nacida en 2001) quien obtuvo el segundo puesto en la Feria Internacional de Ciencias e Ingeniería de Intel de 2018 por su proyecto de ingeniería biomédica. Asistió a la escuela secundaria Menlo-Atherton, Atherton, California, EUA.

## Características orbitales
Annaquinlan está situado a una distancia media del Sol de 3,162 ua, pudiendo alejarse hasta 3,482 ua y acercarse hasta 2,842 ua. Su excentricidad es 0,101 y la inclinación orbital 7,133 grados. Emplea 2053,86 días en completar una órbita alrededor del Sol.
Los próximos acercamientos a la órbita de Júpiter ocurrirán el 28 de noviembre de 2035, el 5 de julio de 2046 y el 23 de enero de 2057.

## Características físicas
La magnitud absoluta de Annaquinlan es 14,84. Tiene 5,354 km de diámetro y su albedo se estima en 0,047.